# 格拉达拉
格拉达拉（義大利語：Gradara），是意大利佩萨罗-乌尔比诺省的一个市镇。总面积17.52平方公里，人口4515人，人口密度257.7人/平方公里（2008年）。ISTAT代码为041020。